# Traugott Herr
Traugott Herr (Weferlingen, Porosz Királyság, 1890. szeptember 16. – Achterwehr, 1976. április 13.) német katona. Harcolt az első világháborúban is, de nagy sikereket a második világháborúban ért el: szolgálataiért 1941. október 2-án megkapta a Vaskereszt Lovagkeresztjét, 1942. augusztus 9-én övé volt a 110. tölgyfalomb, amit kiosztottak a háború során, majd 1944. december 18-án megkapta a kardokat is, előtte ezt csak 116-an kapták meg. Két alkalommal a Wehrmachtberichtben is megemlítették.